# Portrait d'homme en Oriental
Portrait d'homme en Oriental – ou Portrait présumé de Mustapha – est un tableau réalisé par le peintre français Théodore Géricault entre 1817 et 1819. De format vertical, cette huile sur toile est le portrait en buste sur fond neutre d'un homme moustachu coiffé d'un turban. Manifestement originaire d'Orient, le modèle est peut-être Mustapha, que l'artiste prend à son service en 1819. Don de Jean Gigoux en 1894, l'œuvre est conservée au musée des Beaux-Arts et d'Archéologie de Besançon, à Besançon, dans le Doubs, en France,.